# Mytilus
Die Gattung Mytilus ist eine weltweit verbreitete Gattung der Muscheln (Bivalvia) und die Typusgattung der Familie der Miesmuscheln (Mytilidae), mit acht eigenständigen Arten.

## Körperbau und Merkmale
Miesmuscheln haben eine graue bis blau-violette, ausgewachsen etwa 5 bis 10 Zentimeter lange Schale von länglich ovaler Form. Sie folgen dem allgemeinen Bauplan der Muscheln. Sie bestehen aus einer rechten und linken Schalenhälfte, die mit einem elastischen Schlossband (Ligament) zusammengehalten werden. Die Schale setzt sich aus 3 Schichten zusammen: der obersten Hüllschicht aus organischem Material (Periostracum), der mittleren dicken Kalkschicht (Ostracum) und der innersten, wertvollen, silberweiß glänzenden Perlmuttschicht (Hypostracum).
In der Mantelhöhle der Miesmuschel liegen zwei stark durchblutete Kiemen mit Kiemenblättern. Zwischen den Kiemen befindet sich ein muskulöser Fuß mit der Byssusdrüse. Diese Drüse stellt mit Hilfe von in der Miesmuschel enthaltenem Eiweiß und aus dem Meer gefiltertem Eisen die Byssusfäden her, mit denen sich die Muschel festhalten kann. Miesmuscheln haben einen Schließmuskel, der sich im Weichteil der Muschel befindet, sowie weitere Organe (Herz, Magen, Darm, Niere). Mit Hilfe des Schließmuskels kann sich die Miesmuschel bei Gefahr oder Trockenheit schließen.

## Lebensweise
Im Inneren von Miesmuscheln leben oft kleine Krebse, die früher auch als „Muschelwächter“ bezeichnet wurden. Diese Erbsenkrabben (Pinnotheres pisum), ernähren sich als Filtrierer vom von der Muschel erbeuteten Plankton. Ob es sich um einen Fall von Parasitismus oder eine Form von Symbiose handelt ist unklar. Der Verzehr der kleinen Krebschen ist auch für Menschen unbedenklich.

### Ernährung
Miesmuscheln sind Filtrierer. Sie besitzen zwei Öffnungen. Das Wasser gelangt durch die Einströmöffnung in die Mantelhöhle, in der durch die Wimperhärchen ein permanenter Wasserstrom erzeugt wird.
So bleiben die winzigen Nahrungspartikel (pflanzliches und tierisches Plankton) an der Schleimschicht der Kiemen hängen. Danach fördern die Wimperhärchen den Schleim der Kiemen mit den Nahrungspartikeln zum Mund der Miesmuschel und von dort weiter in Magen und Darm, wo die Nahrung letztlich verdaut wird. Die unverdaulichen Reste werden aus der Ausströmöffnung mit dem Atemwasser wieder ausgestoßen.

### Fortpflanzung
Jedes Frühjahr und jeden Sommer legen die Weibchen fünf bis zehn Millionen Eier ab, die dann von den Männchen befruchtet werden. Aus den befruchteten Eizellen werden Trochophoralarven, die im Laufe ihrer vierwöchigen Entwicklung zur Jungmuschel zu 99,9 Prozent gefressen werden. Dennoch bleiben nach dieser „Auslese“ noch immer ca. 10.000 Jungmuscheln übrig. Diese sind ca. drei Millimeter groß und treiben oft noch mehrere hundert Kilometer im Meer umher, bevor sie sich mit einer Größe von ungefähr fünf Zentimetern in Küstenregionen mit ihren Byssusfäden festsetzen. Der Grund, warum Miesmuscheln in so großen Kolonien (auch Bänke genannt) leben, ist, dass die Chance für die Männchen, Eier zu befruchten, dadurch viel größer ist.
Nachdem die Larven sich etwa vier Wochen freischwebend als Plankton entwickelt haben, befestigen sie sich mit Byssusfäden an Steinen, Pfählen, Schill, Festsand und anderen Muscheln. Hierbei bevorzugen sie das Brackwasser von Flussmündungen und Wattgebieten in den Küstenregionen.

### Feinde

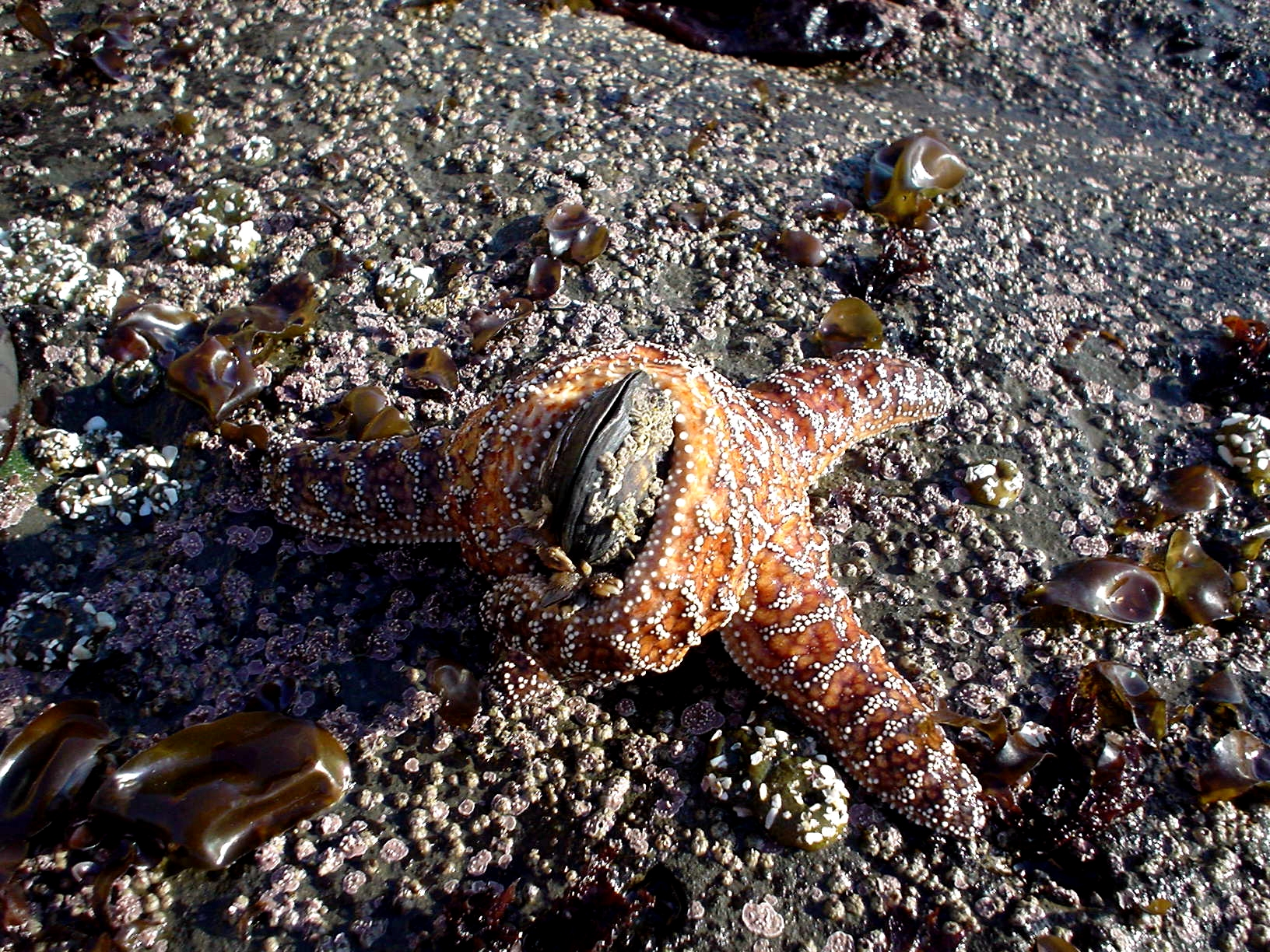
Pisaster ochraceus beim Öffnen einer kalifornischen Miesmuschel (Mytilus californianus)

Zu den natürlichen Feinden gehören Seesterne und Wellhornschnecken, die auf das Öffnen der Muschelschalen warten und die Muschel dann verzehren. Auch zahlreiche Wirbeltiere fressen Miesmuscheln, etwa Walrosse, Fische wie Flunder und Scholle, Heringsmöwen, Austernfischer und Enten.
Von Menschen dürfen sie nur nach strengen Vorgaben und aus eigens dafür vorgesehenen Aquakulturen gefischt werden. Miesmuscheln werden nicht nur zum Verzehr gefischt, sie dienen auch als Dünger, Köder zum Angeln, Futter für Aquarienfische und hin und wieder auch zur Befestigung von kiesigen Küsten, wie in der englischen Grafschaft Lancashire.
Im Jahr 2011 teilte die Schutzstation Wattenmeer mit, dass es im Nationalpark Schleswig-Holsteinisches Wattenmeer offenbar immer weniger Miesmuscheln gebe. Selbst die geschützten Bestände auf den Wattflächen seien im Laufe von 20 Jahren um 79 Prozent zurückgegangen.
Milde Winter erschweren die Situation, da dann die Fressfeinde der Jungmuscheln – wie Seesterne, Schnecken oder Vögel – fast immer präsent sind.

### Eigenschutz
Die Schale der Miesmuscheln dient zum Schutz, sie kann bei Gefahr ruckartig mit dem Schließmuskel geschlossen werden. So können Miesmuscheln über Wochen verharren. Die adriatische Miesmuschel Mytilus galloprovincialis produziert als Abwehrstoff toxische Oxazinine; andere Arten enthalten mit der Nahrung – aus Dinoflagellaten – aufgenommenes Saxitoxin.

## Taxonomie

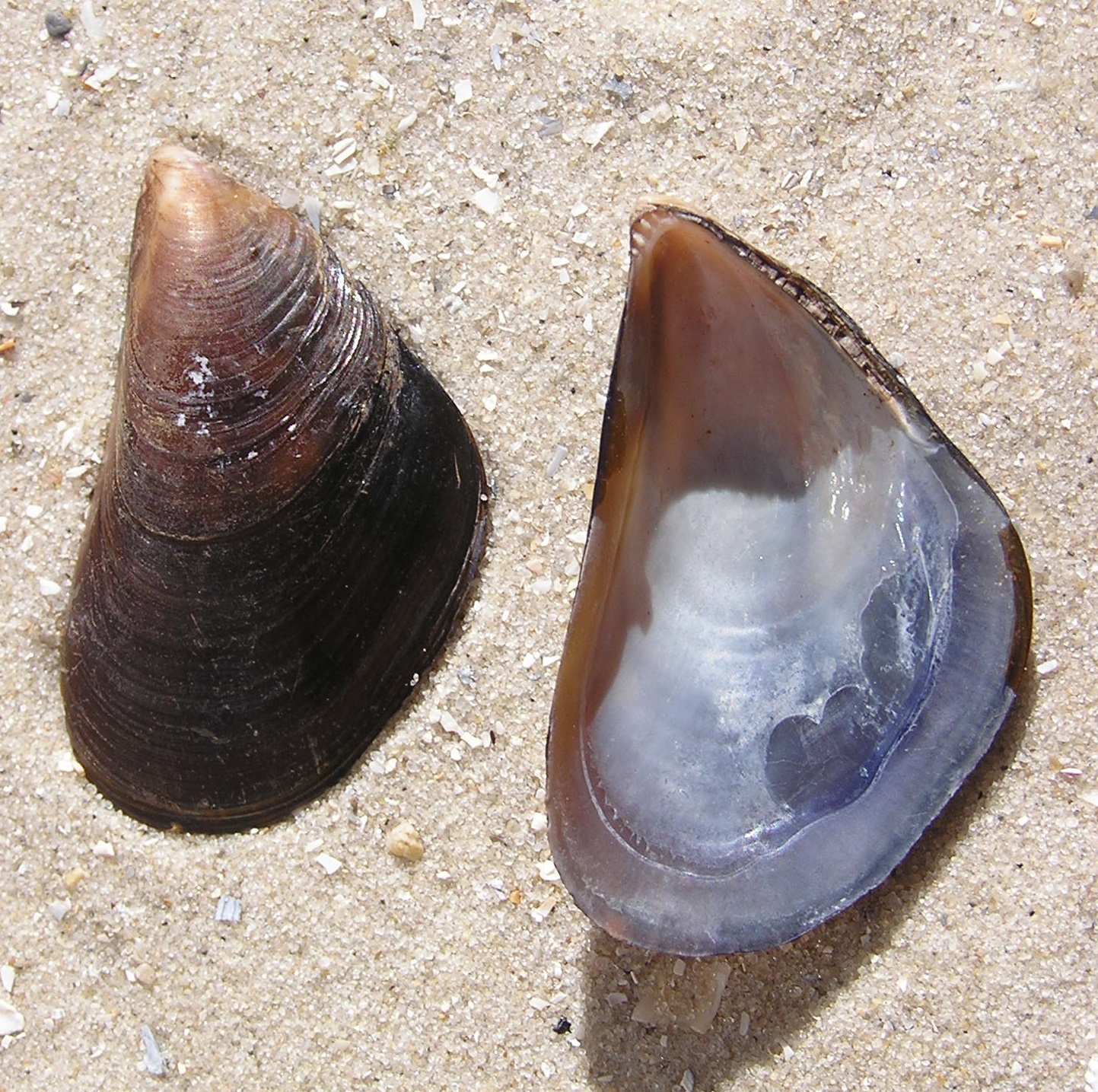
Die Mittelmeer-Miesmuschel hat eine hellere Schale als die in Nordeuropa verbreitete Gemeine Miesmuschel

Die folgenden acht Arten gehören der Gattung Mytilus an:
- Kalifornische Miesmuschel, Mytilus californianus Conrad, 1837
- Mytilus coruscus Valenciennes, 1858
- Gemeine Miesmuschel Mytilus edulis Linnaeus, 1758 – blue mussel, edible blue mussel
- Mittelmeer-Miesmuschel Mytilus galloprovincialis Lamarck, 1819 – Mediterranean mussel
- Mytilus planulatus Lamarck, 1826 – Australian blue mussel
- Mytilus platensis d’Orbigny, 1842[2]
- Mytilus chilensis Hupe, 1854 – Chilean blue mussel[3]
- Pazifische Miesmuschel, Mytilus trossulus Gould, 1850 – foolish mussel

## Miesmuscheln als Speise

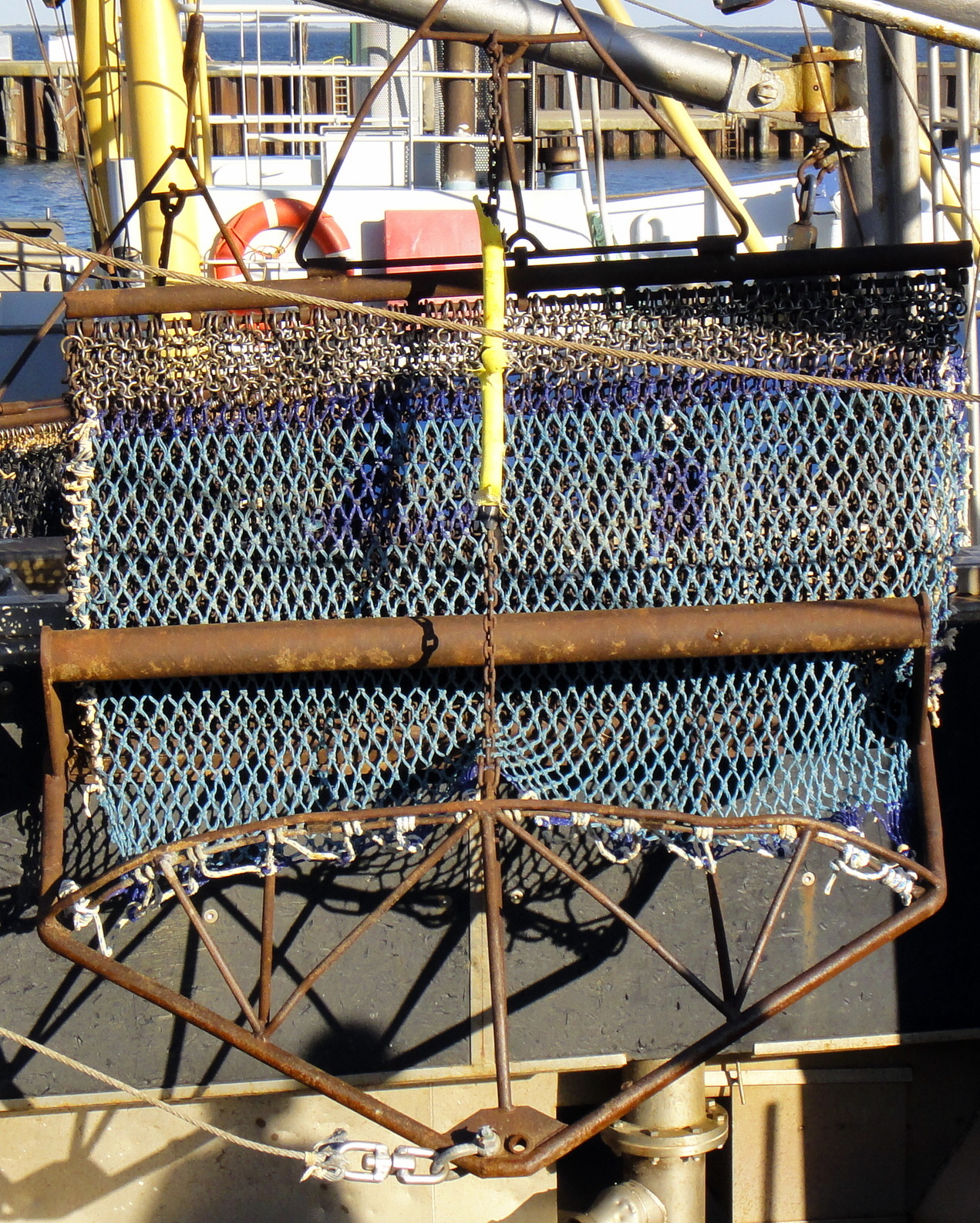
Netz eines Miesmuschelfischers

Einige Miesmuschelarten sind vor den Austern die wichtigsten essbaren Muscheln. Dazu gehören vor allem die in Atlantik, Nord- und Ostsee vorkommende Gemeine Miesmuschel (Mytilus edulis) und die Mittelmeer-Miesmuschel (Mytilus galloprovincialis) des Atlantiks und Mittelmeers (siehe Miesmuscheln aus Galicien). Seit dem 13. Jahrhundert werden sie in Frankreich in Kulturen an Holzpflöcken gezüchtet, in Galicien sind Miesmuscheln seit der Besiedelung durch die Kelten bekannt. Heute werden sie auch an der holländischen, deutschen und italienischen Küste kultiviert. Jährlich kommen etwa 550.000 Tonnen Miesmuscheln in Europa in den Handel, rund 250.000 Tonnen gehören zur Art Mytilus galloprovincialis und stammen aus den Aquakulturen Galiciens.
Eine verbreitete Zubereitungsvariante sind Muscheln nach rheinischer Art. In Belgien und Nordfrankreich werden die Muscheln oft mit Pommes frites als Moules-frites serviert.
In seltenen Fällen kann der Verzehr von Miesmuscheln, zu einer Muschelvergiftung führen, insbesondere wenn sie, unbemerkt von der Hygienekontrolle, für Menschen giftiges Plankton verzehrt haben. Einige wenige Menschen sind auch allergisch gegen ihr Eiweiß und reagieren daher ebenfalls mit Vergiftungserscheinungen. Vor der Zubereitung müssen die Muscheln noch leben, also ihr Gehäuse geschlossen halten oder es eigenständig schließen, wenn darauf geklopft wird. Weder offene Muscheln noch Muscheln mit sichtbar beschädigter Schale sollten verzehrt werden. Miesmuscheln, die nach dem Kochen geschlossen bleiben, gelten ebenfalls als ungenießbar, wobei diese Aussage jedoch angezweifelt wird.

## Bilder

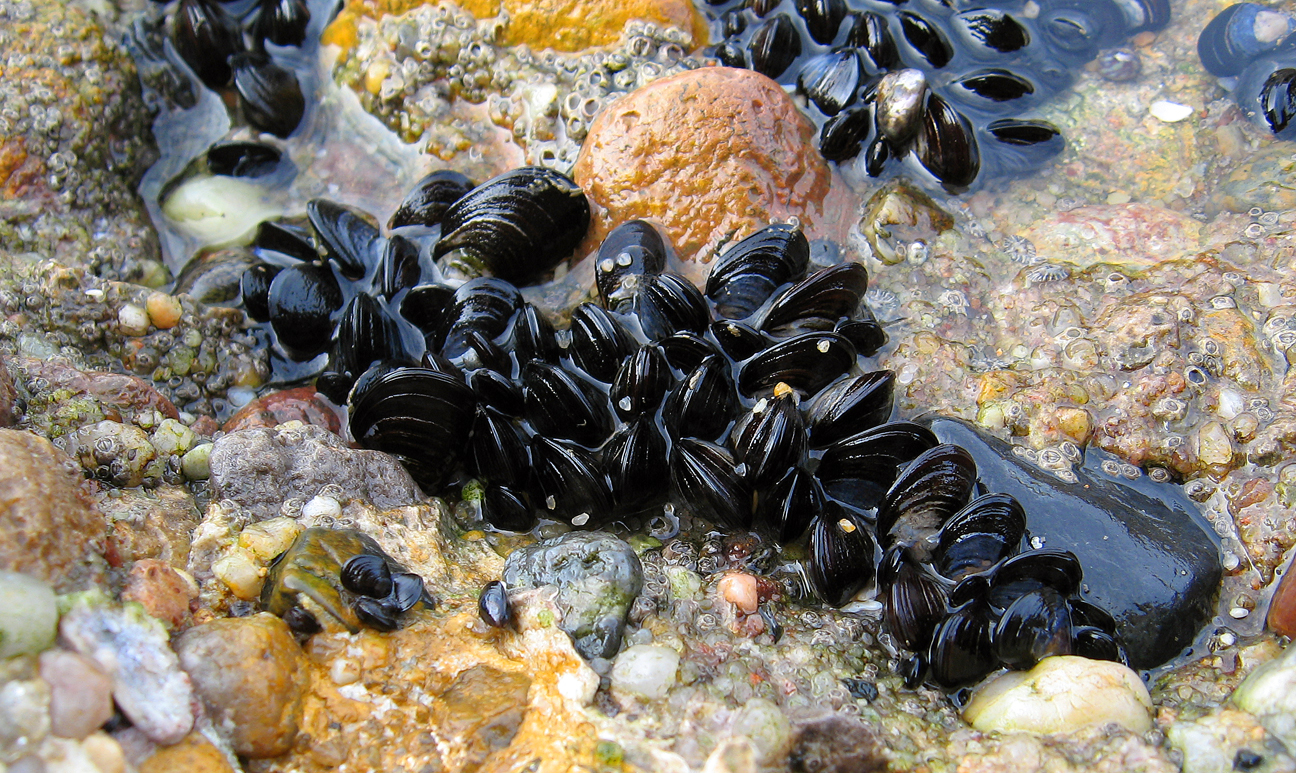
Miesmuscheln auf hartem Substrat
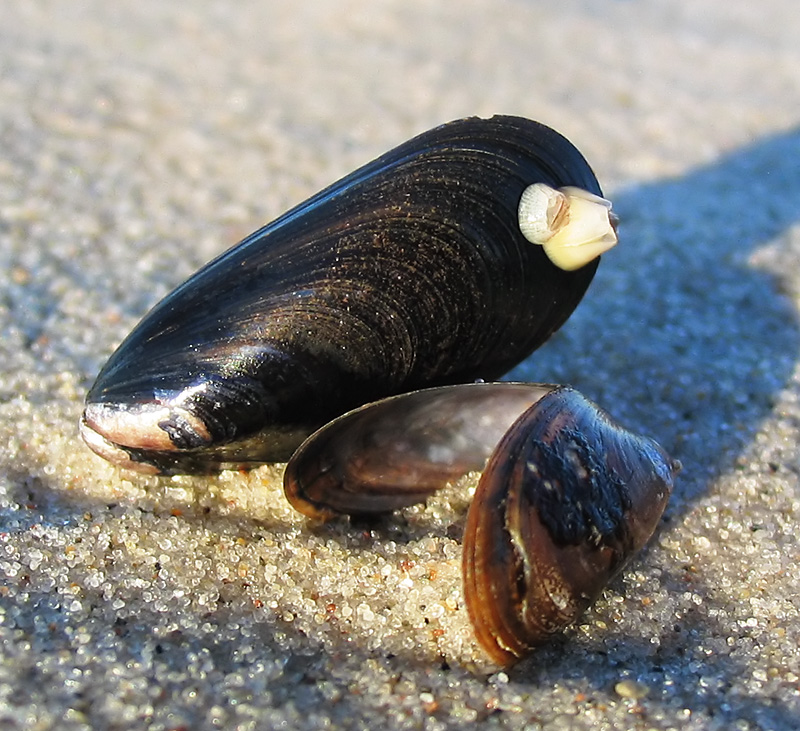
Miesmuschel (Mytilus edulis) sowie Miesmuschelschale am Strand
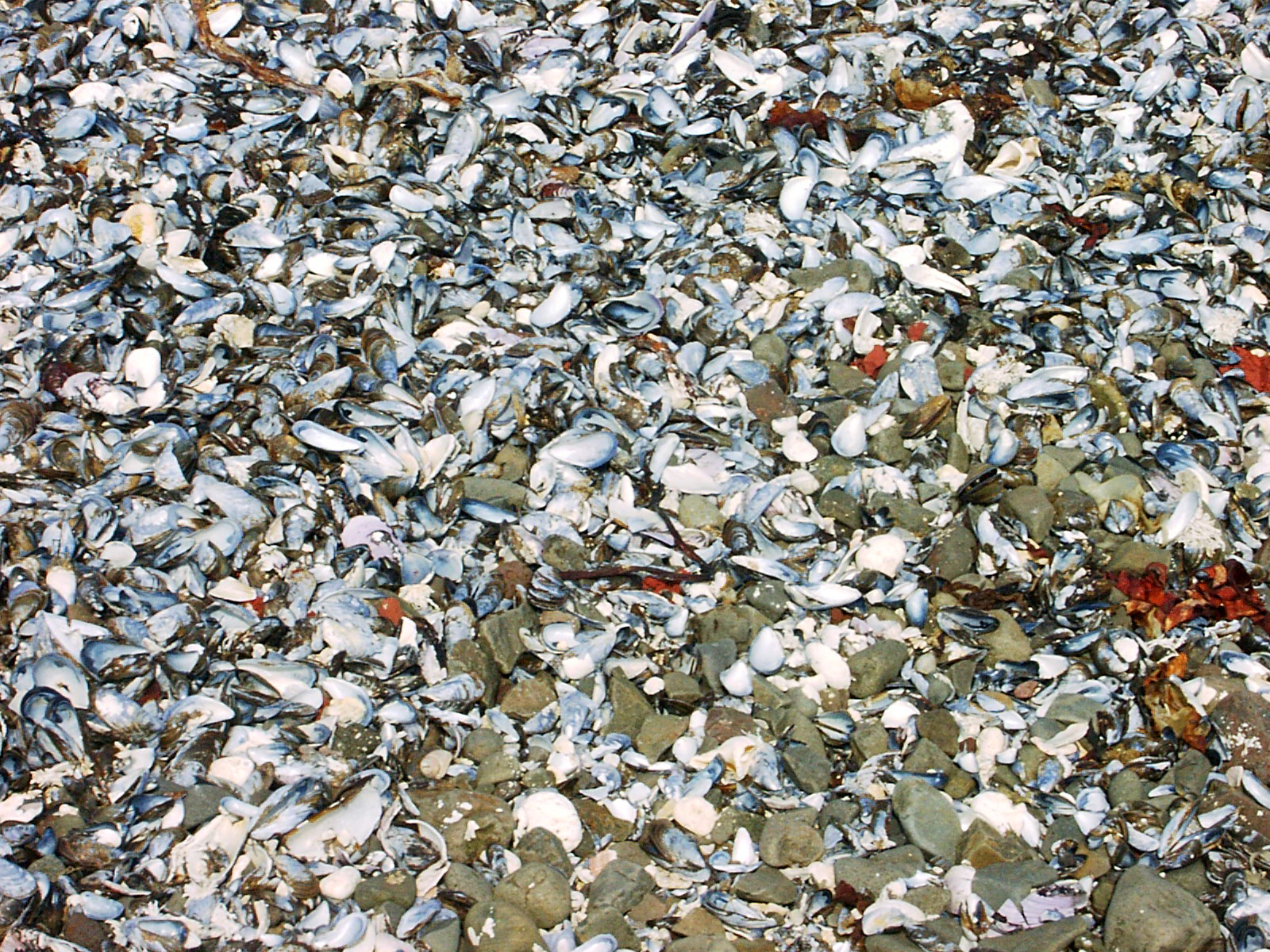
Miesmuschelschalen an einem Strand in Island
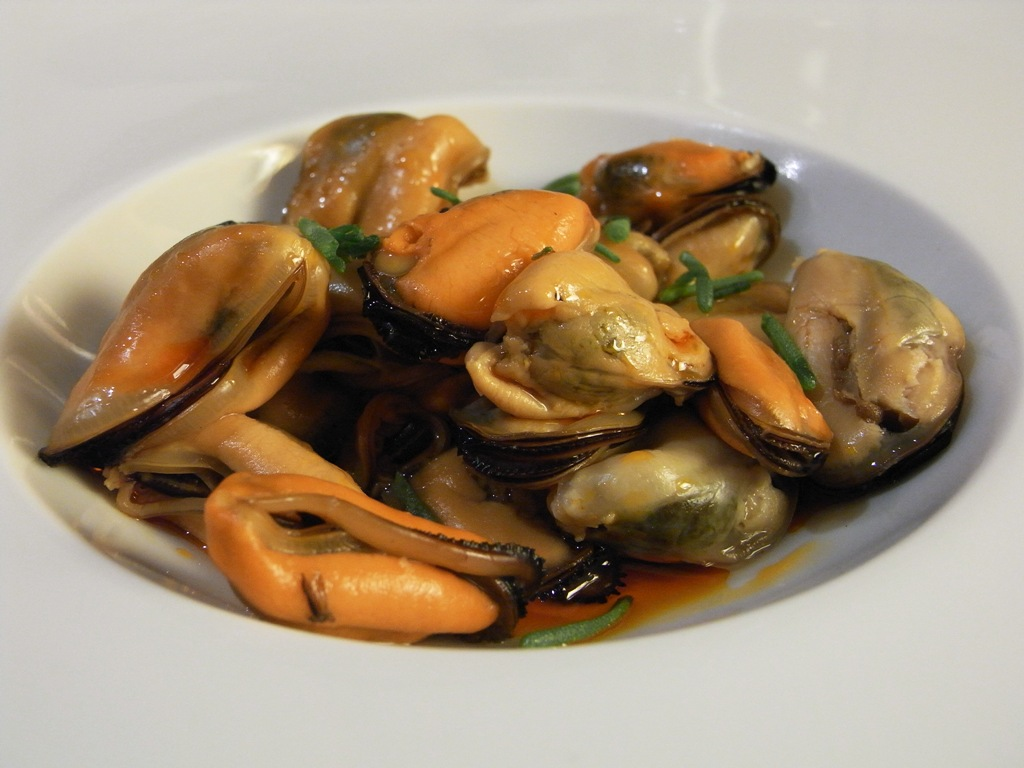
Mejillones escabechados

## Belege und Weblinks